# 梅氏毛鼻鯰
梅氏毛鼻鯰（学名：Trichomycterus meridae），為輻鰭魚綱鯰形目毛鼻鯰科的其中一種。分布於南美洲委內瑞拉Albirregas河流域，體長可達9.9公分。

## 扩展阅读
維基物種上的相關：梅氏毛鼻鯰